# Ojo de Agua Autopan
Ojo de Agua Autopan är en ort i Mexiko.   Den ligger i kommunen Toluca och delstaten Mexiko, i den sydöstra delen av landet, 60 km väster om huvudstaden Mexico City. Ojo de Agua Autopan ligger 2 629 meter över havet och antalet invånare är 906.
Terrängen runt Ojo de Agua Autopan är platt åt nordost, men åt sydväst är den kuperad. Runt Ojo de Agua Autopan är det tätbefolkat, med 683 invånare per kvadratkilometer. Närmaste större samhälle är Toluca, 9,1 km söder om Ojo de Agua Autopan. Trakten runt Ojo de Agua Autopan består till största delen av jordbruksmark.